# ATC код G

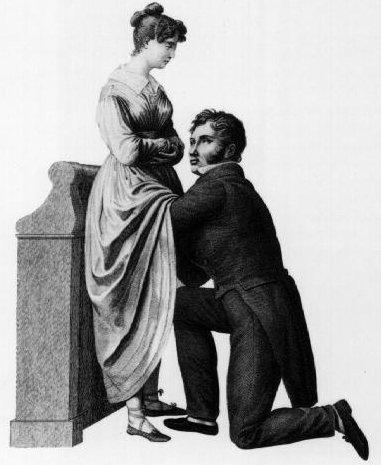
Історичне табу з розглядання жіночих геніталій багато століть поспіль придушували гінекологію як науку. Малюнок 1822 року ілюструє своєрідний «компроміс», під час якого лікар-гінеколог, не дивлячись на вульву пацієнтки, лікує те, що вдалося напальпувати. Сучасна гінекологія більше не використовує такий метод.

|  |  | Інформація, розміщена на даній сторінці служить тільки для ознайомлення. Займатись самолікуванням без медичної освіти, категорично забороняється. |

## (G) Лікарські засоби для лікування захворювань урогенітальних органів та статеві гормони
ATX код G (англ. ATC code G), «Препарати для лікування захворювань сечостатевої системи та статеві гормони» — розділ системи літеро-цифрових кодів Анатомічно-терапевтично-хімічної класифікації, розроблений Всесвітньою організацією охорони здоров'я для класифікації ліків та інших медичних продуктів застосовуваних людьми. Подібну структуру мають також коди ветеринарного застосування (АТХвет коди), які побудовані шляхом розміщення літери Q перед відповідним людським АТХ кодом (наприклад: QA04…) та містяться в окремому списку. Національні АТХ-класифікації по кожній країні можуть дещо відрізнятися та зазвичай включають додаткові коди.

### (G01)Гінекологічніпротимікробніпрепаратитаантисептики
| (G01A)    | Гінекологічні протимікробні та антисептичні засоби, виключаючи комбінації з кортикостероїдами |
| (G01AA)   | Антибіотики                                                                                   |
| (G01AA01) | Ністатин                                                                                      |
| (G01AA02) | Натаміцин                                                                                     |
| (G01AA03) | Амфотерицин В                                                                                 |
| (G01AA04) | Кандицидін                                                                                    |
| (G01AA05) | Хлорамфенікол                                                                                 |
| (G01AA06) | Хачиміцин                                                                                     |
| (G01AA07) | Окситетрациклін                                                                               |
| (G01AA08) | Карфециллін                                                                                   |
| (G01AA09) | Мепартрицин                                                                                   |
| (G01AA10) | Кліндаміцин                                                                                   |
| (G01AA11) | Пентаміцин                                                                                    |
| (G01AA51) | Ністатин, комбінації                                                                          |
| (G01AB)   | Сполуки арсену                                                                                |
| (G01AB01) | Ацетарсол                                                                                     |
| (G01AC)   | Похідні хіноліну                                                                              |
| (G01AC01) | Діїодохідроксиквінолін                                                                        |
| (G01AC02) | Кліохінол                                                                                     |
| (G01AC03) | Хлорхінальдол                                                                                 |
| (G01AC05) | Декваліній                                                                                    |
| (G01AC06) | Броксиквінолін                                                                                |
| (G01AC30) | Оксиквінолін                                                                                  |
| (G01AD)   | Органічні кислоти                                                                             |
| (G01AD01) | Молочна кислота                                                                               |
| (G01AD02) | Оцтова кислота                                                                                |
| (G01AD03) | Аскорбінова кислота                                                                           |
| (G01AE)   | Сульфаніламідні препарати                                                                     |
| (G01AE01) | Сульфатоламід                                                                                 |
| (G01AE10) | Комбінації сульфаніламідних препаратів                                                        |
| (G01AF)   | Похідні імідазолу                                                                             |
| (G01AF01) | Метронідазол                                                                                  |
| (G01AF02) | Клотримазол                                                                                   |
| (G01AF04) | Міконазол                                                                                     |
| (G01AF05) | Еконазол                                                                                      |
| (G01AF06) | Орнідазол                                                                                     |
| (G01AF07) | Ізоконазол                                                                                    |
| (G01AF08) | Тіоконазол                                                                                    |
| (G01AF11) | Кетоконазол                                                                                   |
| (G01AF12) | Фентиконазол                                                                                  |
| (G01AF13) | Азанідазол                                                                                    |
| (G01AF14) | Пропенідазол                                                                                  |
| (G01AF15) | Бутоконазол                                                                                   |
| (G01AF16) | Омоконазол                                                                                    |
| (G01AF17) | Оксиконазол                                                                                   |
| (G01AF18) | Флутримазол                                                                                   |
| (G01AF19) | Сертаконазол                                                                                  |
| (G01AF20) | Комбінації похідних імідазолу                                                                 |
| (G01AG)   | Похідні триазолу                                                                              |
| (G01AG02) | Терконазол                                                                                    |
| (G01AX)   | Інші протимікробні препарати та антисептики                                                   |
| (G01AX01) | Клодантоїн                                                                                    |
| (G01AX02) | Інозин                                                                                        |
| (G01AX03) | Полікресулен                                                                                  |
| (G01AX05) | Ніфурател                                                                                     |
| (G01AX06) | Фуразолідон                                                                                   |
| (G01AX09) | Метилрозанілін                                                                                |
| (G01AX11) | Повідон-йод                                                                                   |
| (G01AX12) | Циклопірокс                                                                                   |
| (G01AX13) | Протіофат                                                                                     |
| (G01AX14) | Фермент лактобактерія                                                                         |
| (G01AX15) | Уснат міді                                                                                    |
| (G01AX16) | Гексетидин                                                                                    |
| (G01AX66) | Октенідин, комбінації                                                                         |
| (G01B)    | Протимікробні препарати/антисептики в комбінації з кортикостероїдами                          |
| (G01BA)   | Антибіотики та кортикостероїди                                                                |
| (G01BC)   | Похідні хіноліну та кортикостероїди                                                           |
| (G01BD)   | Антисептичні засоби та кортикостероїди                                                        |
| (G01BE)   | Сульфаніламідні препарати та кортикостероїди                                                  |
| (G01BF)   | Похідні імідазолу та кортикостероїди                                                          |

### (G02) Інші гінекологічні засоби
| (G02A)    | Зісоби, що підвищують тонус та скоротливу активність міометрія      |
| (G02AB)   | Алкалоїди ріжок                                                     |
| (G02AB01) | Метилергометрин                                                     |
| (G02AB02) | Алкалоїди ріжок                                                     |
| (G02AB03) | Ергометрин                                                          |
| (G02AC)   | Алкалоїди ріжок та окситоцин, включаючи аналоги, в комбінації       |
| (G02AC01) | Метилергометрин та окситоцин                                        |
| (G02AD)   | Простагландини                                                      |
| (G02AD01) | Динопрост                                                           |
| (G02AD02) | Динопростон                                                         |
| (G02AD03) | Гемепрост                                                           |
| (G02AD04) | Карбопрост                                                          |
| (G02AD05) | Сульпростон                                                         |
| (G02AD06) | Мізопростол                                                         |
| (G02AX)   | Інші засоби, що стимулюють тонус та скоротливу активність міометрія |
| (G02B)    | Контрацептиви для місцевого застосування                            |
| (G02BA)   | Внутрішньоматкові контрацептиви                                     |
| (G02BA01) | Пластикова внутрішньоматкова спіраль                                |
| (G02BA02) | Пластикова внутрішньоматкова спіраль з міддю                        |
| (G02BA03) | Пластикова внутрішньоматкова спіраль з прогестагенами               |
| (G02BB)   | Інтравагінальні контрацептиви                                       |
| (G02BB01) | Вагінальні кільця з прогестагеном та естрогеном                     |
| (G02C)    | Інші гінекологічні засоби                                           |
| (G02CA)   | Симпатоміметики, трудові репресанти                                 |
| (G02CA01) | Ритодрин                                                            |
| (G02CA02) | Буфенін                                                             |
| (G02CA03) | Фенотерол                                                           |
| (G02CB)   | Інгібітори пролактину                                               |
| (G02CB01) | Бромокриптин                                                        |
| (G02CB02) | Лізурид                                                             |
| (G02CB03) | Каберголін                                                          |
| (G02CB04) | Хінаголід                                                           |
| (G02CB05) | Метерголін                                                          |
| (G02CB06) | Тергурід                                                            |
| (G02CC)   | Протизапальні засоби для вагінального введення                      |
| (G02CC01) | Ібупрофен                                                           |
| (G02CC02) | Напроксен                                                           |
| (G02CC03) | Бензидамін                                                          |
| (G02CC04) | Флуноксапрофен                                                      |
| (G02CX)   | Інші гінекологічні засоби                                           |
| (G02CX01) | Атосибан                                                            |
| (G02CX02) | Флібансерин                                                         |
| (G02CX03) | Фрукти прутняку звичайного                                          |
| (G02CX04) | Кореневище циміцифуги                                               |

### (G03) Статеві гормони та модулятористатевої системи
| (G03A)    | Гормональні контрацептиви для системного застосування                 |
| (G03AA)   | Прогестагени та естрогени у фіксованих комбінаціях                    |
| (G03AA01) | Етинодіол та етинілестрадіол                                          |
| (G03AA02) | Квінгестанол та етинілестрадіол                                       |
| (G03AA03) | Лінестренол та етинілестрадіол                                        |
| (G03AA04) | Мегестрол та етинілестрадіол                                          |
| (G03AA05) | Норетистерон та етинілестрадіол                                       |
| (G03AA06) | Норгестрел та етинілестрадіол                                         |
| (G03AA07) | Левоноргестрел та етинілестрадіол                                     |
| (G03AA08) | Медроксипрогестерон та етинілестрадіол                                |
| (G03AA09) | Дезогестрел та етинілестрадіол                                        |
| (G03AA10) | Гестоден та етинілестрадіол                                           |
| (G03AA11) | Норгестимат та етинілестрадіол                                        |
| (G03AA12) | Дроспіренон та етинілестрадіол                                        |
| (G03AA13) | Норельгестромін та етинілестрадіол                                    |
| (G03AA14) | Номегестрол та естрадіол                                              |
| (G03AA15) | Хлормадинон та етинілестрадіол                                        |
| (G03AA16) | Дієногест та етинілестрадіол                                          |
| (G03AB)   | Прогестагени та естрогени для послідовного застосування               |
| (G03AB01) | Мегестрол та етинілестрадіол                                          |
| (G03AB02) | Лінестренол та етинілестрадіол                                        |
| (G03AB03) | Левоноргестрел та етинілестрадіол                                     |
| (G03AB04) | Норетистерон та етинілестрадіол                                       |
| (G03AB05) | Дезогестрел та етинілестрадіол                                        |
| (G03AB06) | Гестоден та етинілестрадіол                                           |
| (G03AB07) | Хлормадинон та етинілестрадіол                                        |
| (G03AB08) | Дієногест та естрадіол                                                |
| (G03AC)   | Прогестогени [гестогени]                                              |
| (G03AC01) | Норетистерон                                                          |
| (G03AC02) | Лінестренол                                                           |
| (G03AC03) | Левоноргестрел                                                        |
| (G03AC04) | Квінгестанол                                                          |
| (G03AC05) | Мегестрол                                                             |
| (G03AC06) | Медроксипрогестерон                                                   |
| (G03AC07) | Норгестрієнон                                                         |
| (G03AC08) | Етоногестрел                                                          |
| (G03AC09) | Дезогестрел                                                           |
| (G03AD)   | Екстрені контрацептиви                                                |
| (G03AD01) | Левоноргестрел                                                        |
| (G03AD02) | Уліпристал                                                            |
| (G03B)    | Андрогени                                                             |
| (G03BA)   | Похідні 3-оксоандростену (4)                                          |
| (G03BA01) | Флуоксиместерон                                                       |
| (G03BA02) | Метилтестостерон                                                      |
| (G03BA03) | Тестостерон                                                           |
| (G03BB)   | Похідні 5-андростанона (3)                                            |
| (G03BB01) | Местеролон                                                            |
| (G03BB02) | Андростанолон                                                         |
| (G03C)    | Естрогени                                                             |
| (G03CA)   | Прості препарати природних та напівсинтетичних естрогенів             |
| (G03CA01) | Етинілестрадіол                                                       |
| (G03CA03) | Естрадіол                                                             |
| (G03CA04) | Естріол                                                               |
| (G03CA06) | Хлоротріанізен                                                        |
| (G03CA07) | Естрон                                                                |
| (G03CA09) | Проместрієн                                                           |
| (G03CA53) | Естрадіол, комбінації                                                 |
| (G03CA57) | Кон'югати естроген                                                    |
| (G03CB)   | Прості препарати синтетичних естрогенів                               |
| (G03CB01) | Діенестрол                                                            |
| (G03CB02) | Діетилстильбестрол                                                    |
| (G03CB03) | Металленестріл                                                        |
| (G03CB04) | Моксестрол                                                            |
| (G03CC)   | Естрогени, комбінації з іншими препаратами                            |
| (G03CC02) | Дієнестрол                                                            |
| (G03CC03) | Металленестріл                                                        |
| (G03CC04) | Естрон                                                                |
| (G03CC05) | Діетилстильбестрол                                                    |
| (G03CC06) | Естріол                                                               |
| (G03CX)   | Інші естрогени                                                        |
| (G03CX01) | Тіболон                                                               |
| (G03D)    | Прогестогени                                                          |
| (G03DA)   | Похідні прегнену-(4)                                                  |
| (G03DA01) | Гестонорон                                                            |
| (G03DA02) | Медроксипрогестерон                                                   |
| (G03DA03) | Гідроксипрогестерон                                                   |
| (G03DA04) | Прогестерон                                                           |
| (G03DB)   | Похідні прегнадієну                                                   |
| (G03DB01) | Дидрогестерон                                                         |
| (G03DB02) | Мегестрол                                                             |
| (G03DB03) | Медрогестон                                                           |
| (G03DB04) | Номегестрол                                                           |
| (G03DB05) | Демегестон                                                            |
| (G03DB06) | Хлормадинон                                                           |
| (G03DB07) | Промегестон                                                           |
| (G03DB08) | Дієногест                                                             |
| (G03DC)   | Похідні естрену                                                       |
| (G03DC01) | Алілестренол                                                          |
| (G03DC02) | Норетистерон                                                          |
| (G03DC03) | Лінестренол                                                           |
| (G03DC04) | Етистерон                                                             |
| (G03DC06) | Етинодіол                                                             |
| (G03DC31) | Метнілестренолон                                                      |
| (G03E)    | Андрогени та жіночі статеві гормони в комбінації                      |
| (G03EA)   | Андрогени та естрогени                                                |
| (G03EA01) | Метилтестостерон та естрогени                                         |
| (G03EA02) | Тестостерон та естрогени                                              |
| (G03EA03) | Прастерон та естрогени                                                |
| (G03EB)   | Андрогени, прогестогени та естрогени в комбінації                     |
| (G03EK)   | Андрогени та жіночі статеві гормони в комбінації з іншими препаратами |
| (G03EK01) | Метилтестостерон                                                      |
| (G03F)    | Прогестогени та естрогени в комбінації                                |
| (G03FA)   | Прогестогени та естрогени, фіксовані комбінації                       |
| (G03FA01) | Норетистерон та естрогени                                             |
| (G03FA02) | Гідроксипрогестерон та естрогени                                      |
| (G03FA03) | Етистерон та естрогени                                                |
| (G03FA04) | Прогестерон та естрогени                                              |
| (G03FA05) | Метилнортестостерон та естрогени                                      |
| (G03FA06) | Етинодіол та естрогени                                                |
| (G03FA07) | Лінестренол та естрогени                                              |
| (G03FA08) | Мегестрол та естрогени                                                |
| (G03FA09) | Норетинодрел та естрогени                                             |
| (G03FA10) | Норгестрел та естрогени                                               |
| (G03FA11) | Левоноргестрел та естрогени                                           |
| (G03FA12) | Медроксипрогестерон та естрогени                                      |
| (G03FA13) | Норгестимат та естрогени                                              |
| (G03FA14) | Дидрогестерон та естрогени                                            |
| (G03FA15) | Дієногест та естрогени                                                |
| (G03FA16) | Тримегестон та естрогени                                              |
| (G03FA17) | Дроспіренон та естрогени                                              |
| (G03FB)   | Прогестогени та естрогени, препарати для послідовного застосування    |
| (G03FB01) | Норгестрел та естрогени                                               |
| (G03FB02) | Лінестренол та естрогени                                              |
| (G03FB03) | Хлормадинон та естрогени                                              |
| (G03FB04) | Мегестрол та естрогени                                                |
| (G03FB05) | Норетистерон та естрогени                                             |
| (G03FB06) | Медроксипрогестерон та естрогени                                      |
| (G03FB07) | Медрогестон та естрогени                                              |
| (G03FB08) | Дидрогестерон та естрогени                                            |
| (G03FB09) | Левоноргестрел та естрогени                                           |
| (G03FB10) | Дезогестрел та естрогени                                              |
| (G03FB11) | Тримегестон та естрогени                                              |
| (G03FB12) | Номегестрол та естрогени                                              |
| (G03G)    | Гонадотропіни та стимулятори овуляції                                 |
| (G03GA)   | Гонадотропін                                                          |
| (G03GA01) | Хоріонічний гонадотропін людини                                       |
| (G03GA02) | Менопаузальний гонадотропін людини                                    |
| (G03GA03) | Сироватка гонадотропіну                                               |
| (G03GA04) | Урофолітропін                                                         |
| (G03GA05) | Фолітропін альфа                                                      |
| (G03GA06) | Фолітропін бета                                                       |
| (G03GA07) | Лутропін альфа                                                        |
| (G03GA08) | Хоріогонадотропін альфа                                               |
| (G03GA09) | Корифолітропін альфа                                                  |
| (G03GA30) | Комбінації                                                            |
| (G03GB)   | Стимулятори овуляції, синтетичні                                      |
| (G03GB01) | Циклофенил                                                            |
| (G03GB02) | Кломіфен                                                              |
| (G03GB03) | Епіместрол                                                            |
| (G03H)    | Антиандрогени                                                         |
| (G03HA)   | Антиандрогени, прості                                                 |
| (G03HA01) | Ципротерон                                                            |
| (G03HB)   | Антиандрогени та естрогени                                            |
| (G03HB01) | Ципротерон та естроген                                                |
| (G03X)    | Інші статеві гормони та модулятори статевої системи                   |
| (G03XA)   | Антигонадотропні та аналогічні засоби                                 |
| (G03XA01) | Даназол                                                               |
| (G03XA02) | Гестринон                                                             |
| (G03XB)   | Модулятори рецепторів прогестерону                                    |
| (G03XB01) | Міфепристон                                                           |
| (G03XB02) | Уліпристал                                                            |
| (G03XB51) | Міфепристон, комбінації                                               |
| (G03XC)   | Селективні модулятори рецепторів естрогену                            |
| (G03XC01) | Ралоксифен                                                            |
| (G03XC02) | Базедоксифен                                                          |
| (G03XC03) | Лазофоксифен                                                          |
| (G03XC04) | Ормелоксифен                                                          |
| (G03XC05) | Оспеміфен                                                             |

### (G04) Препарати для лікування урологічних захворювань
| (G04B)    | Засоби, що застосовуються в урології                                                    |
| (G04BA)   | Підкислювачі                                                                            |
| (G04BA01) | Хлорид амонію                                                                           |
| (G04BA03) | Хлорид кальцію                                                                          |
| (G04BC)   | Засоби, що застосовуються для розчинення сечових конкрементів                           |
| (G04BD)   | Засоби для лікування частих позивів до сечовипускання та нетримання сечі                |
| (G04BD01) | Емепронія                                                                               |
| (G04BD02) | Флавоксат                                                                               |
| (G04BD03) | Меладразин                                                                              |
| (G04BD04) | Оксибутинін                                                                             |
| (G04BD05) | Теродилін                                                                               |
| (G04BD06) | Пропіверін                                                                              |
| (G04BD07) | Толтеродин                                                                              |
| (G04BD08) | Соліфенацин                                                                             |
| (G04BD09) | Троспій                                                                                 |
| (G04BD10) | Даріфенацин                                                                             |
| (G04BD11) | Фезотеродин                                                                             |
| (G04BD12) | Мірабегрон                                                                              |
| (G04BE)   | Засоби, що застосовуються у разі еректильної дисфункції                                 |
| (G04BE01) | Алпростадил                                                                             |
| (G04BE02) | Папаверин                                                                               |
| (G04BE03) | Силденафіл                                                                              |
| (G04BE04) | Йохімбін                                                                                |
| (G04BE06) | Моксисіліт                                                                              |
| (G04BE07) | Апоморфін                                                                               |
| (G04BE08) | Тадалафіл                                                                               |
| (G04BE09) | Варденафіл                                                                              |
| (G04BE10) | Аванафіл                                                                                |
| (G04BE11) | Уденафіл                                                                                |
| (G04BE30) | Комбінації                                                                              |
| (G04BE52) | Папаверин, комбінації                                                                   |
| (G04BX)   | Інші засоби, що застосовуються в урології                                               |
| (G04BX01) | Гідроксид магнію                                                                        |
| (G04BX03) | Ацетогідроксамова кислота                                                               |
| (G04BX06) | Феназопірідин                                                                           |
| (G04BX10) | Сукцинімід                                                                              |
| (G04BX11) | Колаген                                                                                 |
| (G04BX12) | Фенілсаліцилат                                                                          |
| (G04BX13) | Диметилсульфоксид                                                                       |
| (G04BX14) | Дапоксетин                                                                              |
| (G04BX15) | Пентозанполісульфат натрію                                                              |
| (G04C)    | Засоби, що застосовуються у разі доброякісної гіпертрофії передміхурової залози         |
| (G04CA)   | Антагоністи альфа-адренорецепторів                                                      |
| (G04CA01) | Альфузозин                                                                              |
| (G04CA02) | Тамсулозин                                                                              |
| (G04CA03) | Теразозин                                                                               |
| (G04CA04) | Силодозин                                                                               |
| (G04CA05) | Доксазозин                                                                              |
| (G04CA51) | Альфузозин та фінастерид                                                                |
| (G04CA52) | Тамсулозин та дутастерид                                                                |
| (G04CA53) | Тамсулозин та соліфенацин                                                               |
| (G04CB)   | Інгібітори тестостерон-5-альфа-редуктази                                                |
| (G04CB01) | Фінастерид                                                                              |
| (G04CB02) | Дутастерид                                                                              |
| (G04CX)   | Інші препарати, що застосовуються у разі доброякісної гіпертрофії передміхурової залози |
| (G04CX01) | Кора африканської сливи [pygeum africanum]                                              |
| (G04CX02) | Плід sabalis serrulatae                                                                 |
| (G04CX03) | Мепартрицин                                                                             |